# Catedrala Sfânta Sofia din Kiev
Catedrala Sfânta Sofia („Sfânta Înțelepciune”) din Kiev este un remarcabil monument arhitectural al Rusiei Kievene. Catedrala este un simbol al orașului și primul monument de patrimoniu înscris în lista Patrimoniului Mondial alături de Lavra Peșterilor din Kiev. Pe lângă clădirea principală, catedrala include un ansamblu de structuri de sprijin precum un turn clopotniță și casa mitropolitului. În 2011 situl istoric a fost transferat de sub autoritatea Ministerului Dezvoltării Regionale a Ucrainei sub cea a Ministerului Culturii Ucrainei. Unul din motivele transferului a fost că atât Catedrala Sfânta Sofia cât și Lavra Peșterilor din Kiev sunt recunoscute de programul Patrimoniului Mondial UNESCO drept un singur complex, în timp ce în Ucraina cele două erau administrate de două entități guvernamentale diferite. 
Complexul catedralei este principala componentă și muzeu al Sanctuarului Național „Sofia din Kiev”⁠(d) care este instituția de stat responsabilă pentru conservarea complexului catedralei și precum al altor patru repere istorice ale națiunii.

## Galerie de imagini

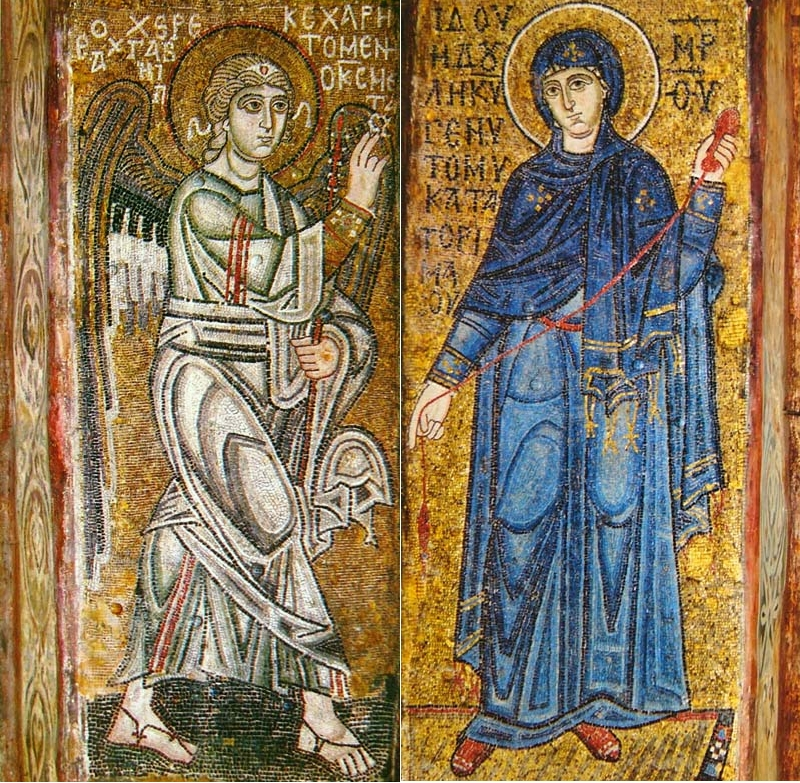
Buna Vestire, mozaic
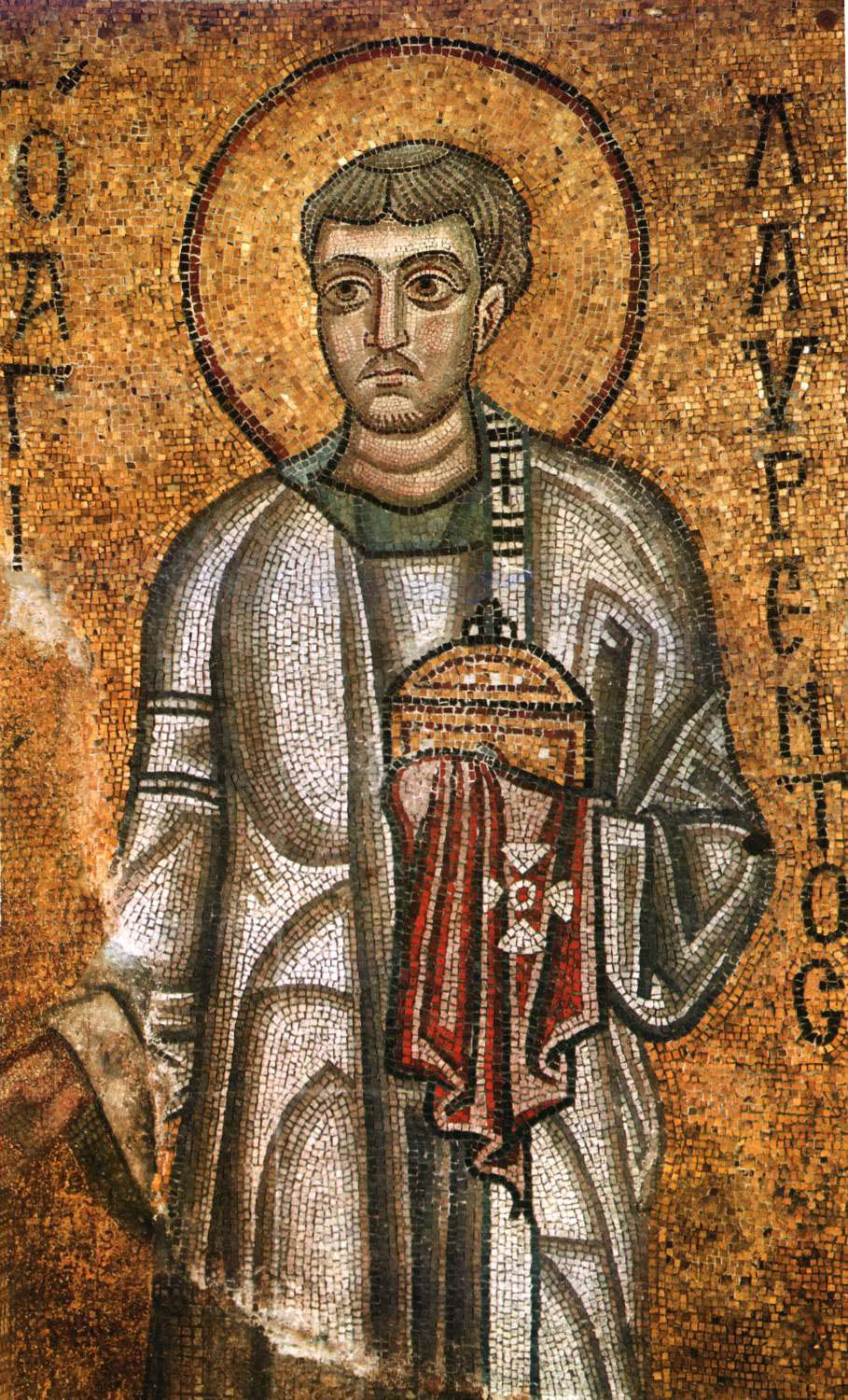
Sfântul Laurențiu, mozaic
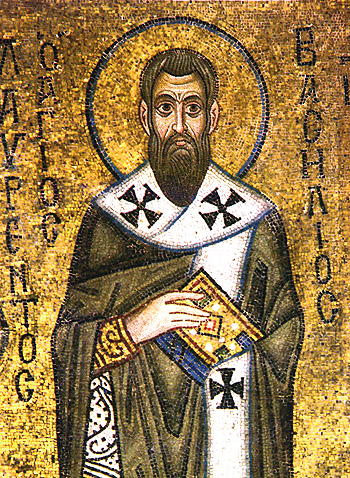
Sfântul Vasile cel Mare, mozaic
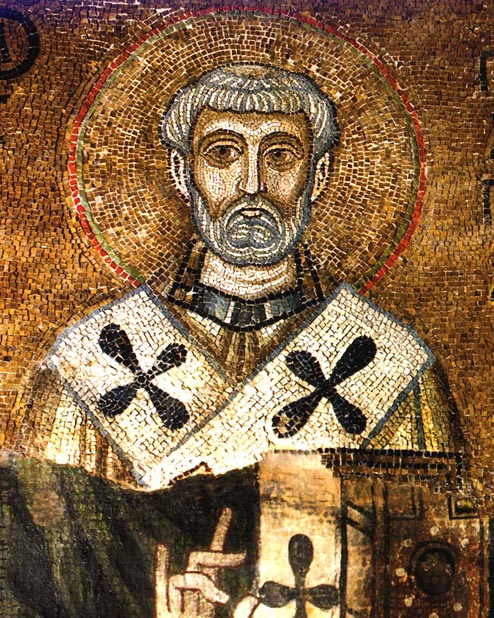
Papa Clement I, mozaic